# Kacper Bażanka

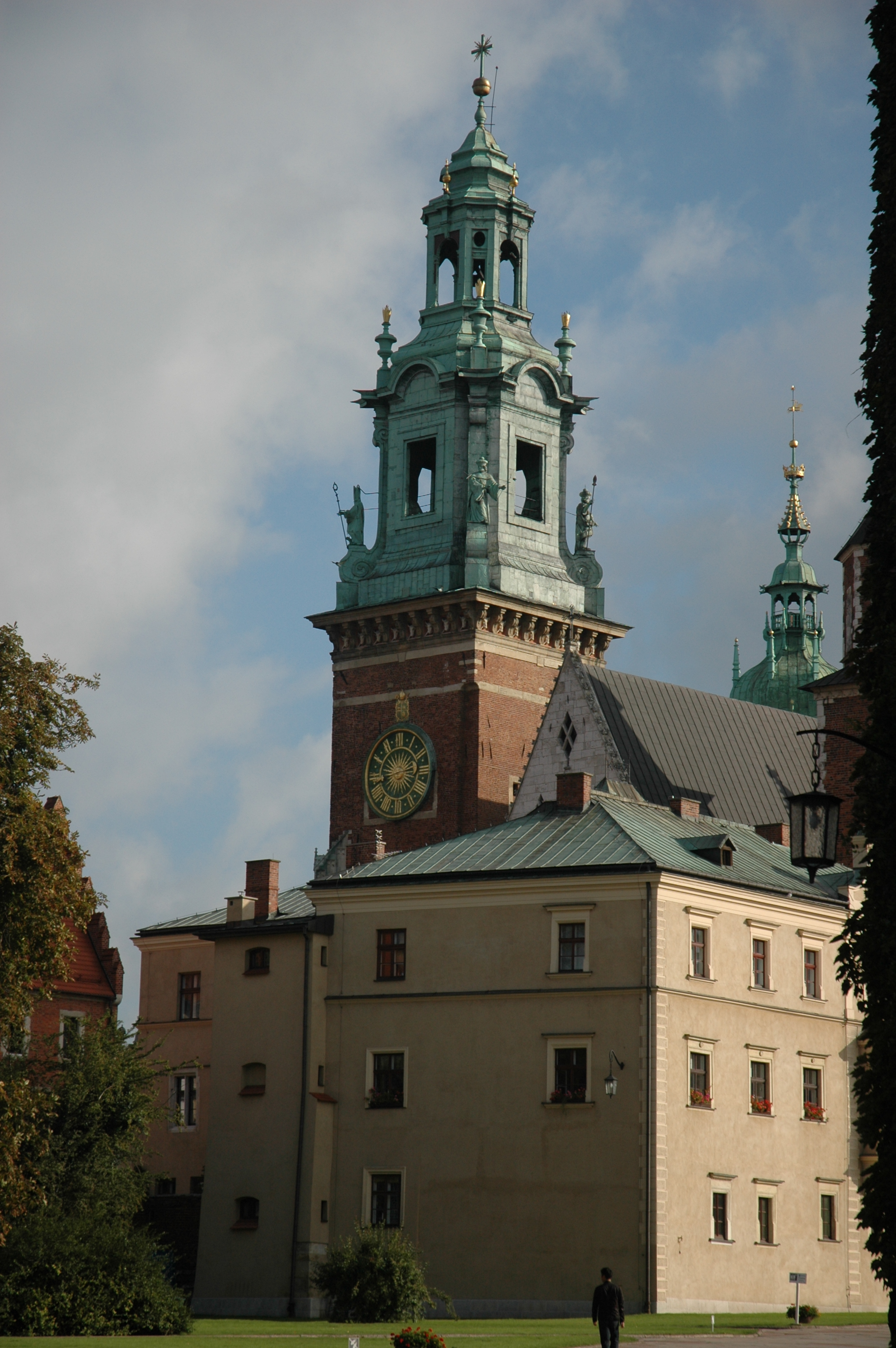
Hełm wieży zegarowej na Wawelu

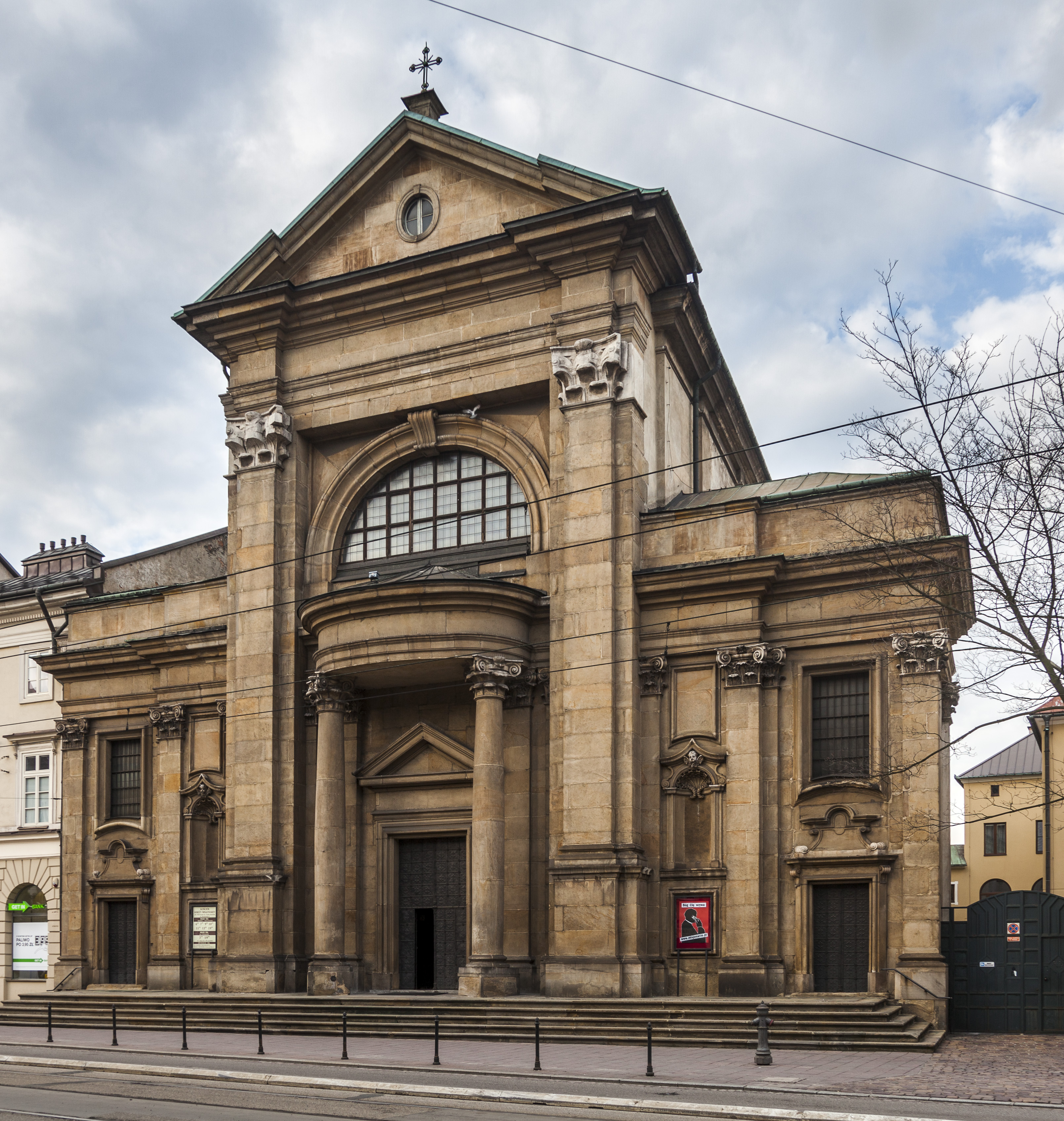
Fasada kościoła Misjonarzy na Stradomiu w Krakowie

Kacper Bażanka, Kasper Bażanka (ur. ok. 1680 przypuszczalnie na Podlasiu, zm. 21 stycznia 1726 w Tarnowie) – polski architekt epoki baroku. Specjalizował się w architekturze sakralnej.

## Życiorys
Nie wiadomo dokładnie, kiedy rozpoczął studia w Akademii św. Łukasza w Rzymie ani czyim był uczniem. Pewne jest, że w 1704 roku brał udział w II konkursie klementyńskim, w którym zdobył pierwszą nagrodę. Przez pewien czas kształcił się w pracowni Andrea del Pozzo. Po powrocie do Polski w 1711 roku rozpoczął prace nad największym swoim dziełem – odbudową kościoła i klasztoru Norbertanek w Imbramowicach. Bażanka działał głównie w Krakowie, w kościele św. św. Piotra i Pawła oraz na Wawelu. Ponadto w Krakowie wykonał szereg dzieł, jak domek loretański przy klasztorze Kapucynów oraz kościół Misjonarzy. Pochowany jest w krakowskim kościele pw. św. św. Piotra i Pawła pod ołtarzem św. Michała. 
Bażanka jest twórcą iluzjonistycznych rozwiązań wywodzących się z architektury Francesco Borrominiego, często stosował lustra odbijające światło oraz malowidła iluzjonistyczne.
Podobno cierpiący na padaczkę artysta wypadł w mroźny wieczór nieprzytomny z sań. Nim go odszukano – zamarzł, nie odzyskawszy przytomności.

## Główne dzieła
- 1711 – kościół i klasztor Norbertanek w Imbramowicach (w kościele Norbertanek występują iluzjonistyczne malowidła naśladujące freski w kościele Sant'Ignazio w Rzymie)[1];
- 1711 – nagrobek wojewody podlaskiego Stefana Branickiego w farze białostockiej;
- 1712 – Domek Loretański przy klasztorze Kapucynów w Krakowie[1];
- 1716 – nagrobek rodziny Brzechffów w kościele św. św. Piotra i Pawła w Krakowie[1];
- 1716 – 1717 – współudział w restauracji katedry w Sandomierzu: epitafium kanonika Stefana Żuchowskiego, posadzka w kościele
- 1718 – hełm wieży zegarowej katedry krakowskiej[1];
- 1718 – 1728 – kościół Pijarów w Krakowie (fasada F. Placidi);
- 1719 – 1728 – kościół Misjonarzy na Stradomiu w Krakowie[1];
- 1720 – nagrobek rodziny Branickich w kościele św. św. Piotra i Pawła w Krakowie[1];
- 1721 – 1722 – ogrodzenie kościoła św. św. Piotra i Pawła w Krakowie[1];
- ok. 1724 – niezachowany do czasów wspólczesnych ołtarz tzw. maturalny w kościele katedralnym we Fromborku[3];
- 1726 – ołtarz Zwiastowania w kościele Mariackim w Krakowie.